# Stéphane Henchoz
Stéphane Henchoz (Billens, 7 de setembro de 1974) é um ex-futebolista profissional suíço que jogava como zagueiro.

## Carreira
Henchoz iniciou a carreira em 1992, com apenas 17 anos de idade, no Neuchâtel Xamax, onde atuou por 3 temporadas (91 jogos e 1 gol). Seu desempenho chamou a atenção do Hamburgo, que o contratou em 1995. No clube alemão, foram 49 partidas e 2 gols marcados.
Em junho de 1997, foi contratado pelo Blackburn Rovers, que pagou 3 milhões de libras para contar com o zagueiro - antes, ele havia esnobado uma proposta do Manchester United. Não conseguiu evitar o rebaixamento na temporada 1998-99, porém continuaria na Premier League, uma vez que outra equipe tradicional da Inglaterra, o Liverpool, contratou Henchoz por 3,5 milhões de libras.
Nos Reds, viveu sua melhor fase na carreira, formando uma respeitável dupla de zaga com o finlandês Sami Hyypiä, desempenhando papel crucial nos 6 títulos obtidos pela equipe no período, com destaque para a Copa da UEFA de 2000–01. As últimas temporadas de Henchoz pelo Liverpool foram prejudicadas por lesões, porém ele superou a marca de 200 jogos pelos Reds em 2003-04. Com a opção do técnico Gérard Houllier em usar o croata Igor Bišćan na posição que era do suíço, Henchoz jogando apenas 4 partidas na temporada (nenhuma pela Premier League).
A substituição de Houllier pelo espanhol Rafael Benítez selou o destino do zagueiro, que assinou com o Celtic por 6 meses em 2005. Ele voltaria ao futebol inglês no mesmo ano, desta vez para defender o recém-promovido Wigan Athletic, jogando 32 partidas (26 na Premier League, 2 na Copa da Inglaterra e 4 na Copa da Liga Inglesa) e contribuindo para que os Latics fizessem uma campanha sólida. Regressou ao Blackburn Rovers em 2006, porém as lesões continuavam a prejudicar o jogador. Fora dos planos do técnico Mark Hughes, Henchoz teve o contrato rescindido em maio de 2008, e 5 meses depois oficializou sua aposentadoria, depois de 480 partidas oficiais, com apenas 3 gols marcados.

## Seleção Suíça
Pela Seleção Suíça, Henchoz fez sua estreia em 1993, e chegou a disputar 1 jogo do Grupo 1 das Eliminatórias europeias para a Copa de 1994. Entretanto, o técnico Roy Hodgson não levou o atleta aos Estados Unidos.
Disputou as Eurocopas de 1996 e 2004, onde em ambas a Suíça amargou a eliminação na primeira fase. Chegou a ser cogitado para disputar a Copa de 2006, mas ele foi preterido em decorrência dos problemas físicos. Em 13 anos vestindo a camisa da Seleção, Henchoz disputou 72 partidas.